# Yoshio Imamura
Yoshio Imamura (今村嘉雄?   20 de diciembre de 1903 - 19 de noviembre de 1997) fue historiador, escritor, y docente universitario japonés, un estudioso del deporte y del kendo.

## Biografía
Nació en la prefectura de Kochi, Japón. Su nombre de pluma era Ugetsu y también se le conocía como Hōsen. En 1932, se graduó en la Facultad de Educación de la Universidad de Ciencias y Artes de Tokio. En 1961, obtuvo su doctorado en literatura de la Universidad de Educación de Tokio con su tesis titulada "Un estudio sobre el deporte en Japón en el siglo XIX". Fue profesor en la Escuela Normal Superior de Tokio en 1942, luego en la Universidad de Educación de Tokio en 1949, donde también se desempeñó como decano de la Facultad de Educación.
En 1963, se convirtió en profesor honorario. También fue profesor en la Universidad Senshu y ocupó cargos como presidente de la Federación de Líderes Deportivos de Japón, presidente de la Sociedad de Estudios de las Artes Marciales de Japón y presidente de la Asociación de Investigación de la Educación Física Escolar de Japón. Durante este tiempo, también ocupó el cargo de director de la Escuela de Educación Física de Tokio. 
En 1974, fue condecorado con la Orden del Sol Naciente, Medalla de Oro con Rayos Dorados de Tercera Clase. En 1984 fue premiado con el reconocimiento Kobudō kōrōsha hyōshō distinguidos en las artes marciales tradicionales
También llevó a cabo investigaciones sobre la esgrima de la familia Yagyū.

## Libros escritos por Yoshio Imamura
- "Historia General de la Educación Física" (体育概史), publicado por Daiichi Sogo Shuppansha en 1935.
- "Nueva Guía para la Instrucción de la Gimnasia en las Escuelas bajo el Ministerio de Educación" (文部省新制学校体操新指導), publicado por Mitsuyūsha en 1936.
- "Guía de Instrucción de la Gimnasia en Detalle, Volumen 1-6" (細目式体操指導 尋1至尋6篇), publicado por Seibidō en 1937.
- "Introducción a la Instrucción de Educación Física en la Escuela Secundaria" (体操科指導概論 高1), parte de la serie "Lecciones para las Escuelas Primarias Superiores" (新高等小学講座), publicado por Seibidō Shoten en 1937.
- Explicación de los Principios Básicos de la Instrucción de la Educación Física Escolar" (学校體育指導要綱解説 四 遊戲篇), publicado por Meguro Shoten en 1947.
- "Historia de la Educación Física Occidental" (西洋體育史), publicado por Meiseisha en 1948 y Daikuusha.
- "Historia General de la Educación Física en la Era Moderna de Japón" (近世日本體育概史), publicado por Kusami-sha en 1948 y Daikuusha.
- "Curso de Estudios de Educación Física, Volumen 6: Historia de la Educación Física" (体育学講座 v. 6), editado por la Federación de Líderes Deportivos de Japón, publicado por la Asociación de Publicaciones Deportivas de Japón en 1949.
- "Material de Enseñanza de Educación Física en las Escuelas Primarias" (小学校の体育教材), publicado por Kaneko Shobō en 1950.
- "Historia del Deporte en Japón" (日本体育史), publicado por Kaneko Shobō en 1951 y Daikuusha.
- "Historia de la Educación Física" (体育の歴史), publicado por Daishukan Shuppan en 1954.
- "Un Estudio sobre el Deporte en Japón en el Siglo XIX" (十九世紀に於ける日本体育の研究), publicado por Fumaidō Shoten en 1967 y Daiichi Shobō en 1989.
- "El Dr. Luther Gulick, Padre de la Educación Física Escolar" (学校体育の父リーランド博士), publicado por Fumaidō Shoten en 1968.
- "Historia Ilustrada de los Maestros de la Espada Japones."

## Coedición y colaboración
- "Nueva Educación Física en la Escuela Primaria" (新小学校体育), coeditado con Genzaburō Noguchi y Kai Nakajima, publicado por Kyōiku Kagakusha en 1948.
- "Evaluación y Medición en Educación Física, Especialmente Métodos de Evaluación Deportiva" (体育の検査と測定 特にスポーツの評価法), coescrito con Iwao Matsuda y Masahiko Uto, publicado por Kusami-sha en 1948 y Daikuusha.
- "Sala de Educación Física" (体育教室), coeditado con Genzaburō Noguchi, publicado por Kaneko Shobō en 1949.
- "Registro de Educación Física para Escuelas Secundarias Masculinas" (体育簿 中学校男子用), coescrito con Mineo Maekawa y la Federación de Líderes de Instrucción de Educación Física de la Prefectura de Kagawa, publicado por Shikoku Toshoppan en 1949.
- "Enciclopedia de Salud y Educación Física, Volumen 1: Funciones del Cuerpo y la Mente" (保健体育学大系 第1巻 身心のはたらき), coescrito con otros autores, publicado por Chūzan Shoten en 1957.
- "Enciclopedia de Salud y Educación Física, Volumen 5: Desarrollo y Educación Física" (保健体育学大系 第5巻 発達と体育), coescrito con otros autores, publicado por Chūzan Shoten en 1957.
- "Deportes y Educación Física en la Unión Soviética" (ソ連の体育とスポーツ), coescrito con Kiyoshi Tomiyama, parte de la serie "Deportes del Mundo Moderno" (現代世界体育シリーズ), publicado por Daishukan Shuppan en 1958.
- "Cronología de Documentos Históricos de Educación Física" (体育史資料年表), editado por Imamura, publicado por Fumaidō Shoten en 1963.
- "Índice de Artículos de la Industria Deportiva (Segunda Edición)" (運動界 (第二次) 記事索引目録), coeditado con Akira Ito, Kei Abe y Akira Mori, publicado por Bunka Shobō en noviembre de 1963.
- "Colección Completa del Budo Japonés" (日本武道全集), 7 volúmenes, coeditado con Kiyonobu Ogasawara y Yuzō Kinano, publicado por Jinbutsu Ōrai-sha, 1966-1967.
- "Fuentes Históricas de la Escuela Yagyū Shin Kage-ryū" (史料柳生新陰流), editado por Imamura, publicado por Jinbutsu

## Traducciones
- George T. Stafford, Ray O. Duncan, Movimiento fundamental deportivo ( Serie deportiva Kodansha ) Dai Nippon Ebenkai Kodansha, 1952
- Hilda Kruth Kozmann et al., "Educación física y relaciones humanas democráticas" [1-2] Extraído de Taiiku no Kagakusha , 1953-54
- Jackson R. Sherman, Principios de la educación física moderna, Shinshichosha, 1953
- Escrito por Emmitt A. Rice, revisado por John L. Hutchinson, The History of World Physical Education, traducido por Tomi Ishii .
- Asociación Estadounidense de Salud, Educación Física y Recreación Departamento de Deportes de Mujeres Estadounidenses, ed.
- Mitsuyoshi Yagyu "Tsukinosho" corrigió notas Nojima Publishing, 1971